# Gabriele Tinti
Gabriele Tinti is een Italiaanse dichter, schrijver en kunstcriticus.
Hij heeft samengewerkt met het Getty Center, het Metropolitan Museum of Art, het British Museum, het Los Angeles County Museum of Art, de Capitolijnse Musea (onder vele andere instellingen), en zijn gedichten zijn voorgedragen door acteurs zoals Abel Ferrara, Willem Dafoe en Kevin Spacey.

## Werken
- All Over, 2013
- Last Words, 2016
- The earth will come to laugh and to feast, 2020
- Rovine, 2021
- Sanguinamenti, 2022
- Confessions, 2023
- ’'Hungry Ghosts, 2024

- Gemeinsame Normdatei: 1279671777
- International Standard Name Identifier: 0000 0000 5085 6262
- Library of Congress Control Number: no2008091692
- Istituto Centrale per il Catalogo Unico: SBNV026212
- Virtual International Authority File: 21956660
- WorldCat: E39PBJyrWqx7gq7tDBPwMJCYT3

Sjabloon:Bio